# توگو رنان سوارز
توگو رنان سوارز (انگلیسی: Kanela; ۲۲ مهٔ ۱۹۰۶ – ۱۲ دسامبر ۱۹۹۲) بازیکن بسکتبال اهل برزیل بود.
وی در مسابقات کشوری و بین‌المللی در مجموع برندهٔ ۷ مدال طلا، ۳ مدال نقره، ۴ مدال برنز شده‌است.